# Søelefanter
Søelefanter (Mirounga) er en slægt af meget store sæler i familien Phocidae (ægte sæler). Søelefanterne har deres navn fra den store størrelse og fra de mandlige individers store snabel.
- Familie: Phocidae (ægte sæler)
  - Slægt: Mirounga (søelefantslægten)
    - Art: Mirounga angustirostris (nordlig søelefant), lever på den nordlige halvkugle
    - Art: Mirounga leonina (sydlig søelefant), søelefant i området omkring Antarktis

## Eksterne link
- Wikimedia Commons har flere filer relateret til Søelefanter

| Biologi | Spire Denne artikel om biologi er en spire som bør udbygges. Du er velkommen til at hjælpe Wikipedia ved at udvide den. |